# Bill Wyatt
William George Wyatt, detto Bill (Melbourne, 27 luglio 1938), è un ex cestista australiano.

## Carriera
Con l'Australia ha disputato le Olimpiadi del 1964 e quelle Olimpiadi del 1972, segnando 190 punti in 18 partite.